# یدوکینول
یدوکینول (به انگلیسی: Iodoquinol)
رده درمانی: ضد آمیب.
اشکال دارویی: قرص
موارد مصرف: آمیبیاز روده ای
نحوه مصرف: در بالغین ۶۵۰ میلی‌گرم، روزانه سه بار به مدت ۲۰ روز.
در اطفال ۴۰ میلی‌گرم به ازای هر کیلوگرم وزن در سه دوز منقسم به مدت ۲۰ روز